# Futebol nos Jogos Olímpicos de Verão de 1964
O torneio de futebol nos Jogos Olímpicos de Verão de 1964 foi realizado na cidade de Tóquio e em outras três cidades japonesas entre 11 e 23 de outubro. Apenas com o evento masculino, 16 equipes de futebol amadoras iniciaram o torneio em busca das medalhas olímpicas.
Para este torneio, a FIFA proibiu, além da convocação de atletas profissionais (para a FIFA, "atleta amador" seriam os que não recebiam reembolso por tempo de afastamento), a participação dos jogadores que haviam disputado a Copa do Mundo. Essa determinação foi apresentada em comum acordo com o COI como forma de salvar o torneio olímpico e, consequentemente, restringir o acesso dos atletas pertencentes aos países que não reconheciam o profissionalismo (União Soviética, Suécia, Tchecoslováquia e Hungria) e tinham um grande êxito nessa competição.
Antes do início da competição, a equipe da Itália não pode participar por contar com um time profissional, o que não era permitido na época. Outra equipe desistente foi a Coreia do Norte, impedida de jogar por problemas internos. Com as duas baixas, os grupos B e D contaram com apenas três equipes cada.
Nessa edição do torneio olímpico de futebol, a equipe da Alemanha Unificada foi representada por futebolistas da Alemanha Oriental.

## Masculino
| Ouro | Prata | Bronze |
| Hungria Ferenc Bene Tibor Csernai Antal Dunai János Farkas József Gelei Kálmán Ihász Sándor Katona Benő Káposzta Imre Komora István Nagy Ferenc Nógrádi Dezső Novák Árpád Orbán Károly Palotai Antal Szentmihályi Gusztáv Szepesi Zoltán Varga | Checoslováquia Jan Brumovský Ľudovít Cvetler Ján Geleta František Knebort Karel Knesl Karel Lichtnégl Vojtech Masný Štefan Matlák Ivan Mráz Karel Nepomucký Zdeněk Pičman František Schmucker Anton Švajlen Anton Urban František Valošek Josef Vojta Vladimír Weiss | Alemanha Oriental Gerd Backhaus Wolfgang Barthels Bernd Bauchspieß Gerhard Körner Otto Fräßdorf Henning Frenzel Dieter Engelhardt Herbert Pankau Manfred Geisler Jürgen Heinsch Klaus Lisiewicz Jürgen Nöldner Peter Rock Klaus-Dieter Seehaus Hermann Stöcker Werner Unger Klaus Urbanczyk Eberhard Vogel Manfred Walter Horst Weigang |

### Primeira fase

#### Grupo A
| Time              | Pts | J | V | E | D | GP | GC | S  |
| ----------------- | --- | - | - | - | - | -- | -- | -- |
| Alemanha Oriental | 5   | 3 | 2 | 1 | 0 | 7  | 1  | 6  |
| Romênia           | 5   | 3 | 2 | 1 | 0 | 5  | 2  | 3  |
| México            | 1   | 3 | 0 | 1 | 2 | 2  | 6  | -4 |
| Irã               | 1   | 3 | 0 | 1 | 2 | 1  | 6  | -5 |

| 11 de outubro de 1964 |     |         |                           |          |
| Romênia               | 3–1 | México  | Omiya Park Soccer Stadium | Tóquio   |
| Alemanha Oriental     | 4–0 | Irã     | Mitsuzawa Stadium         | Yokohama |
| 13 de outubro de 1964 |     |         |                           |          |
| Irã                   | 1–1 | México  | Prince Chichibu Stadium   | Tóquio   |
| Alemanha Oriental     | 1–1 | Romênia | Komazawa Stadium          | Tóquio   |
| 15 de outubro de 1964 |     |         |                           |          |
| Romênia               | 1–0 | Irã     | Omiya Park Soccer Stadium | Tóquio   |
| Alemanha Oriental     | 2–0 | México  | Mitsuzawa Stadium         | Yokohama |

#### Grupo B
| Time       | Pts | J | V | E | D | GP | GC | S  |
| ---------- | --- | - | - | - | - | -- | -- | -- |
| Hungria    | 4   | 2 | 2 | 0 | 0 | 12 | 5  | 7  |
| Iugoslávia | 2   | 2 | 1 | 0 | 1 | 8  | 7  | 1  |
| Marrocos   | 0   | 2 | 0 | 0 | 2 | 1  | 9  | -8 |

| 11 de outubro de 1964 |     |          |                   |          |
| Hungria               | 6–0 | Marrocos | Estádio Olímpico  | Tóquio   |
| 13 de outubro de 1964 |     |          |                   |          |
| Iugoslávia            | 3–1 | Marrocos | Mitsuzawa Stadium | Yokohama |
| 15 de outubro de 1964 |     |          |                   |          |
| Iugoslávia            | 5–6 | Hungria  | Komazawa Stadium  | Tóquio   |

#### Grupo C
| Time                  | Pts | J | V | E | D | GP | GC | S   |
| --------------------- | --- | - | - | - | - | -- | -- | --- |
| Checoslováquia        | 6   | 3 | 3 | 0 | 0 | 12 | 2  | 10  |
| República Árabe Unida | 3   | 3 | 1 | 1 | 1 | 12 | 6  | 6   |
| Brasil                | 3   | 3 | 1 | 1 | 1 | 5  | 2  | 3   |
| Coreia do Sul         | 0   | 3 | 0 | 0 | 3 | 1  | 20 | -19 |

| 12 de outubro de 1964 |      |               |                           |          |
| Brasil                | 1–1  | R.A.U.        | Komazawa Stadium          | Tóquio   |
| Checoslováquia        | 6–1  | Coreia do Sul | Omiya Park Soccer Stadium | Tóquio   |
| 14 de outubro de 1964 |      |               |                           |          |
| Checoslováquia        | 5–1  | R.A.U.        | Prince Chichibu Stadium   | Tóquio   |
| Brasil                | 4–0  | Coreia do Sul | Mitsuzawa Stadium         | Yokohama |
| 16 de outubro de 1964 |      |               |                           |          |
| R.A.U.                | 10–0 | Coreia do Sul | Prince Chichibu Stadium   | Tóquio   |
| Checoslováquia        | 1–0  | Brasil        | Omiya Park Soccer Stadium | Tóquio   |

#### Grupo D
| Time      | Pts | J | V | E | D | GP | GC | S  |
| --------- | --- | - | - | - | - | -- | -- | -- |
| Gana      | 3   | 2 | 1 | 1 | 0 | 4  | 3  | 1  |
| Japão     | 2   | 2 | 1 | 0 | 1 | 5  | 5  | 0  |
| Argentina | 1   | 2 | 0 | 1 | 1 | 3  | 4  | -1 |

| 12 de outubro de 1964 |     |           |                   |          |
| Argentina             | 1–1 | Gana      | Mitsuzawa Stadium | Yokohama |
| 14 de outubro de 1964 |     |           |                   |          |
| Japão                 | 3–2 | Argentina | Komazawa Stadium  | Tóquio   |
| 16 de outubro de 1964 |     |           |                   |          |
| Gana                  | 3–2 | Japão     | Komazawa Stadium  | Tóquio   |

### Quartas de final
| 18 de outubro de 1964 14:00 | Iugoslávia | 0–1 | Alemanha Oriental | Prince Chichibu Stadium, Tóquio |
|                             |            |     | Frenzel 1'        |                                 |

| 18 de outubro de 1964 14:00 | Romênia | 0–2 | Hungria             | Mitsuzawa Stadium, Yokohama |
|                             |         |     | Csernai 2', 84' (P) |                             |

| 18 de outubro de 1964 14:00 | R.A.U.                                       | 5–1 | Gana     | Omiya Park Soccer Stadium, Tóquio |
|                             | Badawi 42', 61' Riad 65' Elfanagili 69', 85' |     | Mfun 37' |                                   |

| 18 de outubro de 1964 14:00 | Tchecoslováquia                       | 4–0 | Japão | Komazawa Stadium, Tóquio |
|                             | Brumovský 43', 59' Vojta 69' Mraz 86' |     |       |                          |

### Semi-final
| 20 de outubro de 1964 14:00 | Hungria                                | 6–0 | R.A.U. | Prince Chichibu Stadium, Tóquio |
|                             | Bene 7', 20', 66', 77' Komora 29', 58' |     |        |                                 |

| 20 de outubro de 1964 14:00 | Tchecoslováquia        | 2–1 | Alemanha Oriental | Komazawa Stadium, Tóquio |
|                             | Lichtnégl 46' Mráz 89' |     | Nöldner 25'       |                          |

### Disputa pelo bronze
| 23 de outubro de 1964 12:00 | Alemanha Oriental                 | 3–1 | R.A.U.        | Estádio Olímpico, Tóquio |
|                             | Frenzel 17' Vogel 48' Stocker 56' |     | Attia 75' (P) |                          |

### Final
| 23 de outubro de 1964 14:30 | Hungria             | 2–1 | Tchecoslováquia | Estádio Olímpico, Tóquio |
|                             | Farkas 47' Bene 59' |     | Brumovský 80'   |                          |

### Torneio de consolação
O torneio de consolação foi disputado pela última vez nesta edição do torneio olímpico de futebol. Servia apenas para definir a colocação de 5º a 8º lugar, com a participação das equipes eliminadas nas quartas de final. Em Estocolmo 1912 e Amsterdã 1928 também ocorrera essa disputa, sem distribuição de medalhas. Apenas em Antuérpia 1920 o torneio serviu para definir o ganhador da medalha de prata.
|  | Semi finais                   | Semi finais |   |  | Finais                        | Finais |  |
|  |                               |             |   |  |                               |        |  |
|  | 20 de outubro de 1964 – Kyoto |             |   |  |                               |        |  |
|  | Romênia                       | 4           |   |  |                               |        |  |
|  | Gana                          | 2           |   |  |                               |        |  |
|  |                               |             |   |  |                               |        |  |
|  |                               |             |   |  | 22 de outubro de 1964 – Osaka |        |  |
|  |                               |             |   |  | Iugoslávia                    | 0      |  |
|  |                               | Romênia     | 3 |  |                               |        |  |
|  |                               |             |   |  |                               |        |  |
|  |                               |             |   |  |                               |        |  |
|  |                               |             |   |  |                               |        |  |
|  | 20 de outubro de 1964 – Osaka |             |   |  |                               |        |  |
|  | Japão                         | 1           |   |  |                               |        |  |
|  | Iugoslávia                    | 6           |   |  |                               |        |  |